# Antonín Juvenál Valíček
 Antonín Juvenál Valíček (15. června 1919, Šitbořice – 17. prosince 2001) byl kněz – kapucín a rovněž překladatel duchovní literatury z angličtiny, němčiny a francouzštiny.

## Život

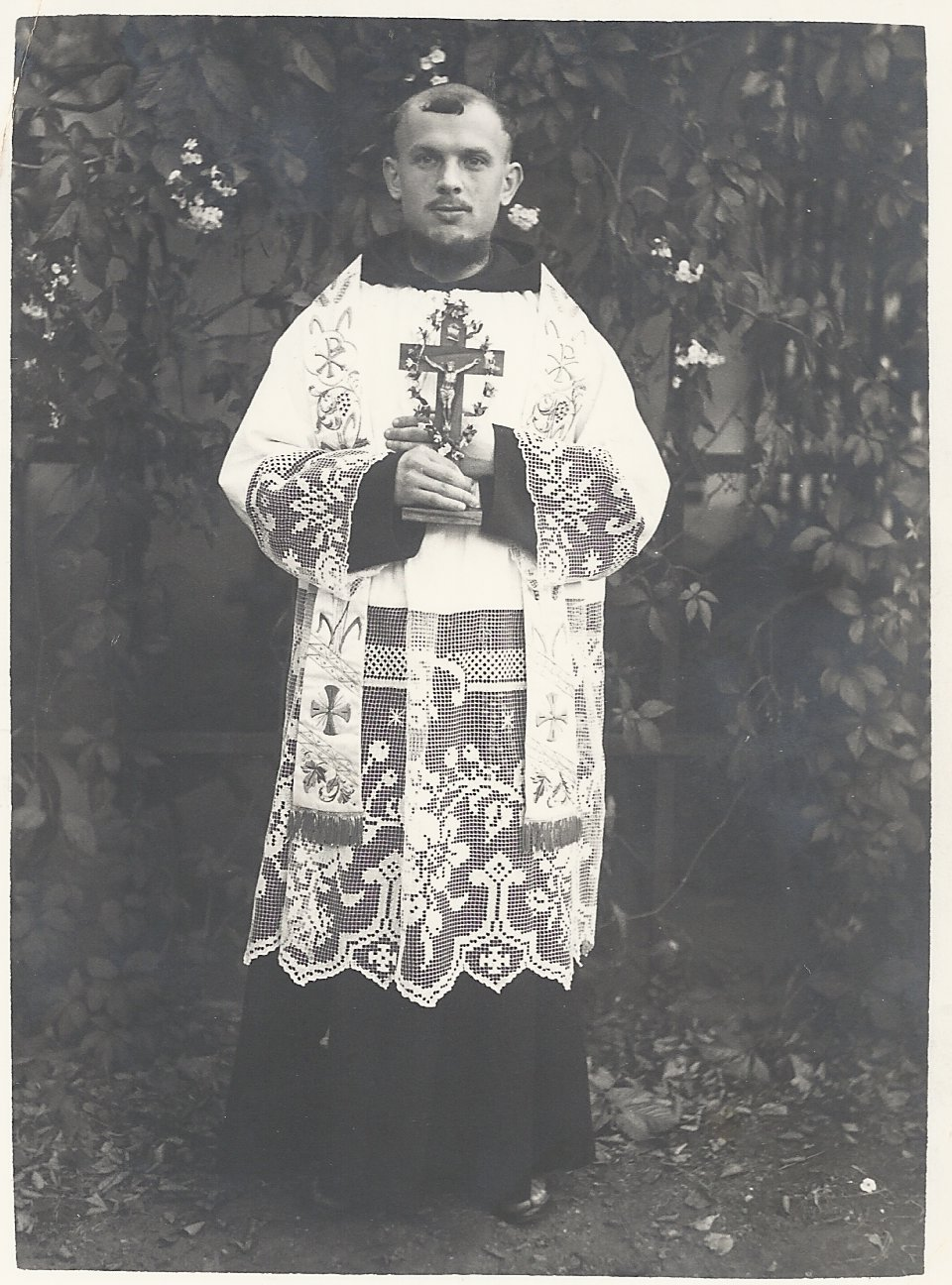
Antonín Juvenál Valíček v den primice (1941)

Antonín Valíček se narodil 15. června 1919 v Šitbořicích. V roce 1930 se rozhodl stát se knězem a nastoupil do kapucínské soukromé školy v Praze na Hradčanech. V roce 1935 vstoupil do kapucínského řádu a přijal řeholní jméno Juvenál. O rok později odjel do Holandska, kde studoval filozofii. Po vypuknutí druhé světové války v roce 1939 se však musel vrátit zpět do Prahy. V roce 1940 složil Juvenál doživotní sliby a o dva roky později byl vysvěcen na kněze.
V roce 1950 byl společně s dalšími stovkami kněží poslán do kláštera v Broumově, kde žil pod dohledem stráží. Společně s dalšími kněžími byl po roce poslán na Šumavu, kde pracovali jako dělníci. Několikrát byli převezeni na jiné místo v Čechách a na Slovensku, všude byli nuceni vykonávat těžkou manuální práci.
Po konci služby v roce 1953 mu nebylo dovoleno vrátit se ke kněžskému povolání a musel si tak hledat civilní práci. Tu našel jako pomocná síla v Bánské Bystrici. Postupně se zde vypracoval až do funkce zásobovacího referenta. V roce 1961 ukončil studium ve večerní škole a získal maturitu.
Až po normalizaci v roce 1968 mu bylo umožněno vypomáhat při farní službě, souběžně s civilním zaměstnáním. Od roku 1975 působil jako varhaník v Lubietové a rovněž zde pomáhal při bohoslužbách až do roku 1979, kdy odešel do důchodu.

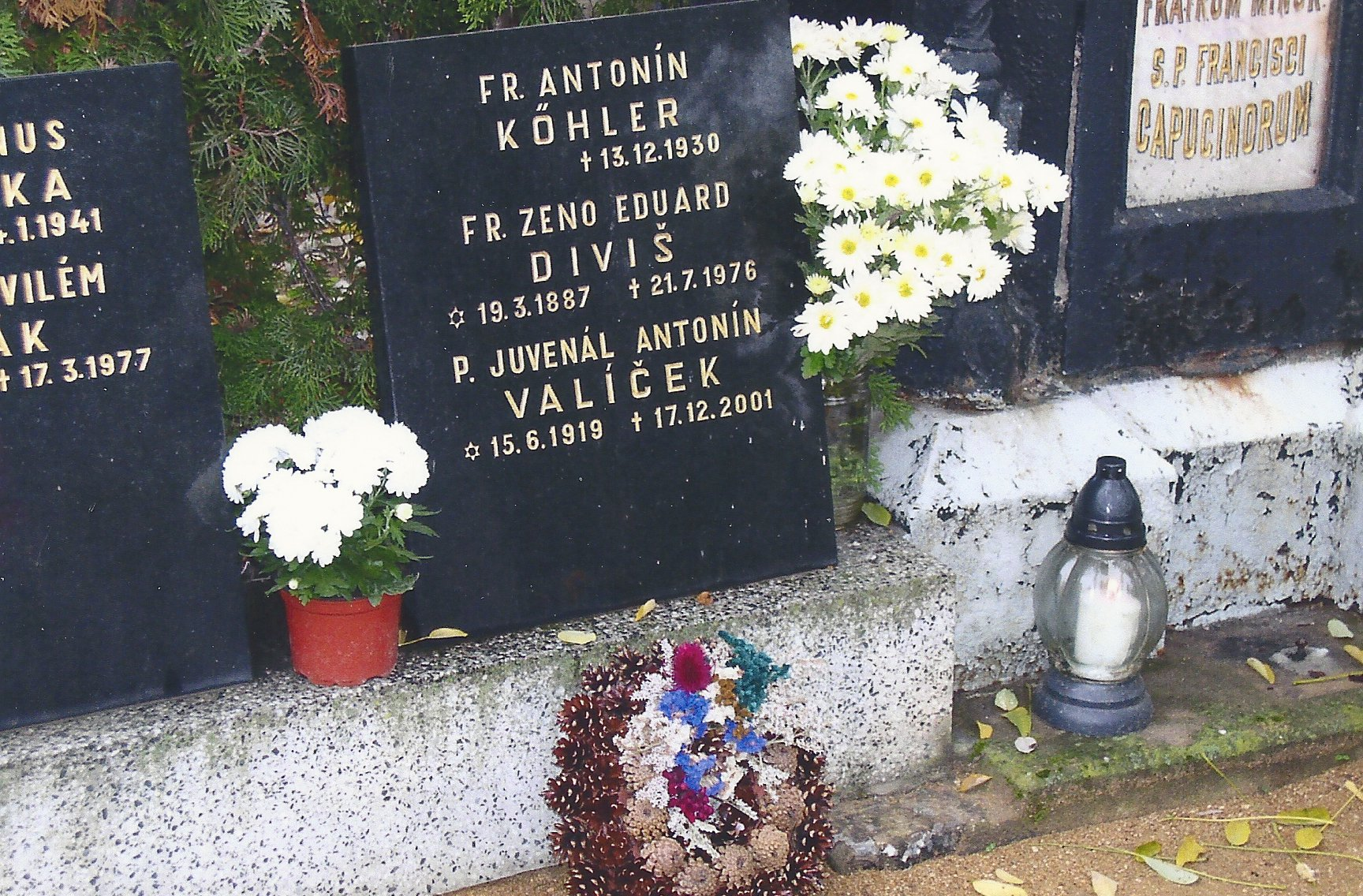
Místo odpočinku Antonína Juvenála Valíčka

V polovině roku 1979 zaplnil uvolněné místo v duchovní službě u řádových sester v Boršicích u Buchlova. I přes problémy se státním dozorem vypomáhal v okolních farnostech.
Po revoluci v roce 1989 se pak začal kněžské službě věnovat naplno.

Zemřel v roce 2001 po opakované mozkové příhodě.

## Dílo
Veškerý svůj volný čas věnoval Juvenál překladům duchovní literatury z francouzštiny, angličtiny a němčiny. Během nesvobodné doby přeložil a samizdatově vydal 17 knih. Po revoluci byly vydány jeho překlady:
- Nově s Bohem (1993)
- Milovat, dělit se, sloužit (1993)
- Růženec se sv. Klárou a sv. Františkem (1995)
- Maria, zrcadlo církve (1995)
- Ruská idea, jiný pohled na člověka (1996)
- Život proti bídě a bezpráví (1997)
- Duše v očistci (1997)
- Pohledy do budoucnosti (1998)
- František, mistr a učitel modlitby (1998)
- Spiritualita křesťanského východu (1999)
- Modlitba srdce (1999)
- Úvod do myšlení Vladimíra Solovjova (2000)
- Svatá Veronika Giuliani (2001)